# Жан I де Понтье
Жан I (фр. Jean Ier Montgommery; 1141 — 1191) — граф Понтье с 1147 года из династии Монтгомери.

## Биография
Сын Ги II. Наследовал отцу ещё при жизни деда — Гильома I. Принял герб, похожий на бургундский, (герцоги Бургундии были его родственниками по бабушке).
В начале своего правления воевал с Бернаром III, сеньором Сен-Валери, из-за пограничных замков. Потом они заключили договору, согласно которому замок Кротуа отходил графу, а Домар, Берней и Бернавиль — сеньору Сен-Валери.

Графство Понтье

В 1168 году Жан I отказался пропустить через свои владения войска английского короля Генриха II, поскольку тот находился в состоянии войны с Францией. В ответ англичане сожгли несколько селений графства Понтье.
В 1190 году Жан I отправился в крестовый поход в составе отряда короля Филиппа Августа и погиб при осаде Акры. Похоронен в аббатстве Сен-Жосс-о-Буа.

## Браки и дети
Жан I был женат трижды:
- Маго
- Лаура, дочь Бернара III де Сен-Валери (развод)
- Беатриса, дочь Ансельма де Камдавена, графа де Сен-Поль.

Дети (все — от Беатрисы):
- Гильом II (ум. 1221), граф Понтье
- Адель, жена Тома де Сен-Валери
- Маргарита, жена Ангеррана де Пикиньи, видама Амьена
- Елена, жена Гильома д’Эстутвиля.

Жан I де Понтье также известен тем, что пожертвовал лесной участок лепрозорию аббатства Сен-Рикье.